# 로렌 그레이
로렌 그레이 비츠(Loren Gray Beech, 2002년 4월 19일 ~ )는 미국의 SNS 스타, 가수, 댄서이다. 2015년, TikTok의 전신인 musical.ly을 통해 SNS 활동을 시작하며 이름을 알려나갔다. 2016~18년 틴 초이스 어워드 후보에 올랐으며 틴 보그, 세븐틴에 등장했다. 2018년에는 하비(HRVY)와 협업했다.
2018년 8월에 가수로서 데뷔 싱글 "My Story"를 발매했다.
2020년 2월 그레이는 테일러 스위프트의 "The Man"뮤직 비디오에 출연했다.